# Lorenzo Fortunato
Lorenzo Fortunato (Bologna, 9 mei 1996) is een Italiaans wielrenner die vanaf 2024 voor het in 2025 geheten XDS Astana Team uitkomt.

## Overwinningen
2021
14e etappe Ronde van Italië
2e etappe Adriatica Ionica Race
Eindklassement Adriatica Ionica Race
2022
Bergklassement Ronde van Slowakije
2023
2e etappe Ronde van Asturië
Eindklassement Ronde van Asturië
2024
Bergklassement Critérium du Dauphiné
2025
2e etappe Ronde van Romandië
Bergklassement Ronde van Italië

## Resultaten in voornaamste wedstrijden
| Jaar | Ronde van Italië | Ronde van Frankrijk | Ronde van Spanje |
| ---- | ---------------- | ------------------- | ---------------- |
| 2019 |                  |                     |                  |
| 2020 |                  |                     |                  |
| 2021 | 16e (1)          |                     |                  |
| 2022 | 15e              |                     |                  |
| 2023 | 21e              |                     |                  |
| 2024 | 12e              |                     | 16e              |
| 2025 | 24e              |                     |                  |

| Jaar | Luik-Bast.‑Luik | Ronde van Lombardije | Trofeo Laigueglia | Ronde van Emilia |  | Wereldranglijsten |
| ---- | --------------- | -------------------- | ----------------- | ---------------- |  | ----------------- |
| 2019 |                 | 87e                  |                   | 56e              |  | 811e (UWR)        |
| 2020 |                 | 44e                  |                   | 25e              |  | 477e (UWR)        |
| 2021 |                 | 15e                  |                   |                  |  |                   |
| 2022 |                 | opgave               | 25e               | 6e               |  |                   |
| 2023 |                 | 18e                  | 26e               | 15e              |  | 203e (UWR)        |
| 2024 | 79e             | 18e                  | 25e               | 10e              |  | 154e (UWR)        |
| 2025 |                 |                      |                   |                  |  |                   |

#### Resultaten in kleinere rittenkoersen
| Jaar | Ronde van de VAE | Tirreno-Adriatico | Ronde van Catalonië | Ronde van Romandië | Ronde van Zwitserland | Critérium du Dauphiné | Ronde van Slovenië | Ronde van Qinghai | Ronde van Quangxi |
| ---- | ---------------- | ----------------- | ------------------- | ------------------ | --------------------- | --------------------- | ------------------ | ----------------- | ----------------- |
| 2019 |                  |                   |                     |                    |                       |                       | 59e                | 22e               |                   |
| 2020 | 46e              |                   |                     |                    |                       |                       |                    |                   |                   |
| 2021 |                  |                   |                     |                    |                       |                       |                    |                   |                   |
| 2022 |                  | 18e               |                     |                    |                       |                       | opgave             |                   |                   |
| 2023 |                  | 26e               |                     |                    |                       |                       | 6e                 |                   |                   |
| 2024 |                  | 14e               | 10e                 |                    |                       | 31e                   |                    |                   | 8e                |
| 2025 |                  | 21e               | 20e                 | 4e (1)             | 48e                   |                       |                    |                   |                   |

## Ploegen
- 2019 –  Neri Sottoli-Selle Italia-KTM
- 2020 –  Vini Zabù-KTM
- 2021 –  EOLO-Kometa
- 2022 –  EOLO-Kometa
- 2023 –  EOLO-Kometa
- 2024 –  Astana Qazaqstan
- 2025 –  XDS Astana Team

Albanese · Archibald · Bais · Belletti · Christian · Dina · Fancellu · Fetter · Fortunato · Frapporti · García · Gavazzi · Grávalos · Pacioni · Ravasi · Rivi · Ropero · Sevilla · Viegas · Wackermann · Hernaiz (stagiair) · Martin (stagiair) · Piganzoli (stagiair)
Albanese · Bais · Bevilacqua · Christian · Dina · Fancellu · Fedeli (vanaf 20/6) · Fetter · Fortunato · García · Gavazzi · Grávalos · Lonardi · Maestri · Á. Martín · D. Martín · Ravasi · Rivi · Ropero · Rosa · Sevilla · Viegas · Montoli (stagiair) · Muñoz (stagiair) · Pietrobon (stagiair)
Albanese · D. Bais · M. Bais · Bevilacqua · Fancellu · Fetter · Fortunato · Garosio · Gavazzi · Lonardi · Maestri · Á. Martín · D. Martín · Pietrobon · Piganzoli · Raccani (tot 9/8) · Rivi · Serrano · Sevilla · Tercero · De Cassan (stagiair) · Muñoz (stagiair)
Ballerini · Battistella · Bettiol (vanf 15/8) · Bol · Brusenskii · Cavendish · Charmig · Fjodorov · Fortunato · Garofoli · Gazzoli · Giditş · Groezdev · Kanter · Koezmin · López · Loetsenko · Maroechin · Mulubrhan · Mørkøv · Pronskii · Scaroni · Schelling · Selig · Syritsa · Tejada · Tsjzjan · Umba · Velasco · Vinokoerov · Goyo (stagiair) · Smirnov (stagiair) · Trezise (stagiair)